# Рунский (Тверская область)
Ру́нский — посёлок сельского типа в Пеновском районе Тверской области. Административный центр Рунского сельского поселения.

## География
Расположен в 35 километрах к северо-западу от районного центра Пено, на берегу озера Хвошня.

## История
Посёлок возник в начале 1950-х годах как посёлок лесозаготовителей. Название — по протоке Руна, которая соединяет озёра Хвошня и Истошня (река Руна вытекает из озера Истошня).
В 1997 году — 126 хозяйств, 282 жителя. Средняя школа, детсад, ДК, библиотека, медпункт, отделение связи, магазин.
В черту посёлка вошли бывший погост Хвошня и деревня Луферово.

## Население
| 1859 | 1997 | 2002 | 2008 | 2010 |
| ---- | ---- | ---- | ---- | ---- |
| 27   | ↗282 | ↘235 | ↘228 | ↘185 |

Национальный состав
Согласно результатам переписи 2002 года, в национальной структуре населения русские составляли  93 % от жителей.